# The Poozies
The Poozies is een traditionele folkband uit het Verenigd Koninkrijk. De band bestaat uitsluitend uit vrouwen en werd in 1990 opgericht tijdens de hernieuwde belangstelling voor Schotse en Keltische muziek.  

## Biografie
De band werd in 1990 opgericht; de harpistes Patsy Seddon en Mary Macmaster waren afkomstig van het duo Sileas en verleenden hun medewerking aan een soloalbum van zangeres/gitariste Sally Barker. Accordeoniste Karen Tweed werd erbij gehaald nadat zij Barker tegenkwam in Hong Kong. Violiste Jenny Gardener werd het vijfde lid, maar vertrok vlak voor de opnamen van het debuutalbum Chantoozies uit 1993; wel heeft ze meegespeeld op het nummer Foggy Mountain Top. In 1996 vertrok Barker om een gezin te stichten; Kate Rusby nam haar plaats in. Deze bezetting bracht in 1997 en 1998 een ep (Come Raise Your Head) en een album (Infinite Blue) uit; omdat Rusby een solocarrière aan het opbouwen was werd ze vervangen door de gelauwerde violiste Eilidh Shaw.
Ter gelegenheid van het tienjarig jubileum van The Poozies verscheen in 2000 de verzamelaar Raise Your Head: A Retrospective. Nieuw materiaal kwam drie jaar later uit op Changed Days Same Roots. Daarna brak er een periode van stilte aan; de echtgenoot van Patsy Seddon - folkzanger Davy Steele - leed aan een hersentumor die hem fataal werd, en Eilidh Shaw stichtte een gezin. In 2006 keerde Barker terug en waren The Poozies weer een kwintet totdat Tweed in december 2007 opstapte; Mairearad Green van de band Unusual Suspects verving haar. Na het vertrek van Patsy Seddon in april 2012 gingen The Poozies verder als kwartet en brachten ze in 2015 het album Into the Well uit. In 2016 verliet Barker de band voor een solocarrière, dit na haar succesvolle deelname aan de zangwedstrijd The Voice; ook Green hield het in deze periode voor gezien. Na een rustpauze werden zij in 2017 vervangen door Sarah McFadyen en Tia Files.

## Bezetting
- Eilidh Shaw - viool en zang
- Mary Macmaster - harp en zang
- Sarah McFadyen
- Tia Files

### Ex-leden
- Patsy Seddon - harp en zang
- Karen Tweed - accordeon
- Jenny Gardener - viool
- Sally Barker - zang en gitaar
- Kate Rusby - zang
- Mairearad Green - accordeon

## Discografie
- Chantoozies (Hypertension, 1993)
- Dansoozies (Hypertension, 1995)
- Come Raise Your Head (EP; eigen beheer, 1997)
- Infinite Blue (Compass, 1998)
- Changed Days Same Roots (Compass, 2003)
- Yellow Like Sunshine (Greentrax, 2009)
- Into the Well (Schmooz, 2015)

- Raise Your Head (A Retrospective) met The Poozies - 2003